# Székely–Győri–Morvai áruház (Miskolc)
Az egykori Székely–Győri–Morvai áruház Miskolcon, a Széchenyi utca 36. szám alatt áll, 1905-ben épült. Felújításra szorul.

## Története
A telken lévő földszintes épület az 1878-as árvíz során megrongálódott. A helyén 1905-ben húzták fel a kétemeletes lakó-üzletházat, majd valamikor a 20. században tetőtér-beépítést hajtottak végre. Az épület földszintjén négy üzlethelyiséget és két raktárt, az emeleteken tizenkét lakást alakítottak ki. Legismertebb lakója Sassy Csaba, Sassy Árpád alpolgármester fia, a neves újságíró, költő, nótaszerző volt. A házban biztosították az áram-, az ivóvíz-, majd a telefonellátottságot is. A szennyvízelvezetésről nincs adat, de valószínűleg az is megvolt, bár a cselédeknek (kilenc cselédszoba tartozott a lakásokhoz) az udvari mellékhelyiséget kellett használniuk.
Az épület földszintjén elhelyezést nyert üzletek fontos szerepet töltöttek be Miskolc kereskedelmében, ezeken kívül volt az épületben orvosi rendelő, ügyvédi iroda, biztosító társaság vezérügynöksége stb. is.
A bal oldali (keleti) üzlethelyiségben kezdetben Schönwald és Braun díszműkereskedése és játékboltja működött (és itt volt a cég úri divatáru raktára is), amely Felső-Magyarország egyik leghíresebb boltjának számított. Ennek a helyére költözött később Székely Lajos, Győri Ferenc és Morvái Ignác férfiruhaüzlete. A cég 1911-ben alakult, amely azon kívül, hogy a város egyik legnagyobb üzlete volt, fióküzletei voltak az ország más városaiban is, például Nyíregyházán és Győrben. Az üzletet a 20. század közepén államosították, de az üzlethelyiségben Adonisz néven továbbra is férfiruhaüzlet működött, majd a 2010-es évek elején ugyanilyen nevű gyógyszertár nyílt benne.
A főutcai front jobb oldali (nyugati) oldalán Pelikán Alajos és Gyukits Gyula kalapüzlete és raktára volt. A vállalkozás kalapgyára a ma már nem létező Szirma utcán volt. (A Szirma utca nagyjából a mai Szemere és a Király utca között, a Szinva déli oldalán húzódott.) A kalapgyár termékei nemzetközi hírűek voltak, kalapjaikat Európa számos városában árulták. (A miskolci kalap annyira elismert volt akkoriban, hogy a Pelikán–Gyukits cégen kívül még tizenkilenc kalaposmester is képes volt működni és megélni a városban.) A cég 1857-ben alakult, és a Miskolcról megjelent ismertetők a város különlegességének nevezték: „A főváros és vidék legelőkelőbb divat- és kalapkereskedői finom árúikat innen hozatják és sok dandy, a ki valódi angol kalapját fitogtatja, nem is sejti, hogy a nyúlszőrt, melyből a kalap készült, Miskolczon a Szinva partján nyírták és dolgozták fel”. A gyár 1892-ben gőzüzemre állt át, 1893-ban pedig jogosultak lettek a magyar címer használatára. A cég termelése hamarosan elérte az évi 50 000 darabot, és még Európán kívülre, Amerikába és Ázsiába is szállítottak kalapokat. A vállalkozás 1895-re kinőtte Miskolcot, és a fővárosba költöztették a kalapgyárat, de a kapcsolat továbbra is megmaradt a várossal. Ezután asztalostermékeket árultak a boltban, az 1950-es években háztartási gépeket, majd ebből hamarosan rádió-televízióüzlet („Tv-szalon”) lett. A 2000-es években papír-írószerüzlet működött az üzlethelyiségben, a 2010-es években pedig egy mobilcég ügyfélszolgálata van benne.

## Leírása
A kétemeletes épület kilenc axisú, a kapubejáró középen helyezkedik el, így szimmetrikus a kialakítás. A földszinti üzletportálok kialakítása teljesen megváltozott, az emeleti homlokzat azonban őrzi az eredeti megjelenést. A kapu fölött, az első emeleten kovácsoltvas ráccsal ellátott erkély helyezkedik el, amely néhány éve még díszes, volutás konzolokon ült, ezek mára eltűntek, és csak az acél tartók látszanak. Az első emeleti nyílászárók köríves, a második emeletiek egyenes záródásúak. Az emeleti mezőket a két emelet teljes magasságában húzódó, volutás-hermás fejezetekkel ellátott pilaszterek kötik össze. Az első emeleti ablakok félköríves szemöldökpárkányait fönt, középen puttófejes groteszkek díszítik. Az ablakok között díszes törpepilaszterek helyezkednek el. A második emeleti ablakok hangsúlyos szemöldökpárkányait kis lábas, volutás konzolok támasztják alá. A koronázópárkány, illetve a kiugró eresz fölött az épület teljes szélességében húzódó attika helyezkedik el, a végein gömb alakú csúcsdíszekkel ellátott törpepillérekkel. A négyszög alakú átriumos udvarra a félköríves záródású kapun lehet bejutni, balra innen nyílik az emeleti lakásokhoz vezető lépcsőház. A kapu fa ajtószárnyai megmaradtak, üvegezésük kovácsoltvas ráccsal vannak ellátva. A lakásokat függőfolyosókon lehet megközelíteni. Az épület déli, a Szinva teraszra néző homlokzata kissé nyomasztó hatású nyers vöröstéglás borítású, amit csak a dísztelen ablaknyílások oldanak némileg.
Az épület emeletein többnyire lakások vannak, de irodák, orvosi rendelők is vannak benne, az udvari részen pedig egy szórakozóhely bejárata nyílik. A főutcai üzlethelyiségekben egy gyógyszertár és egy mobilcég ügyfélszolgálati irodája helyezkedik el.

## Képek

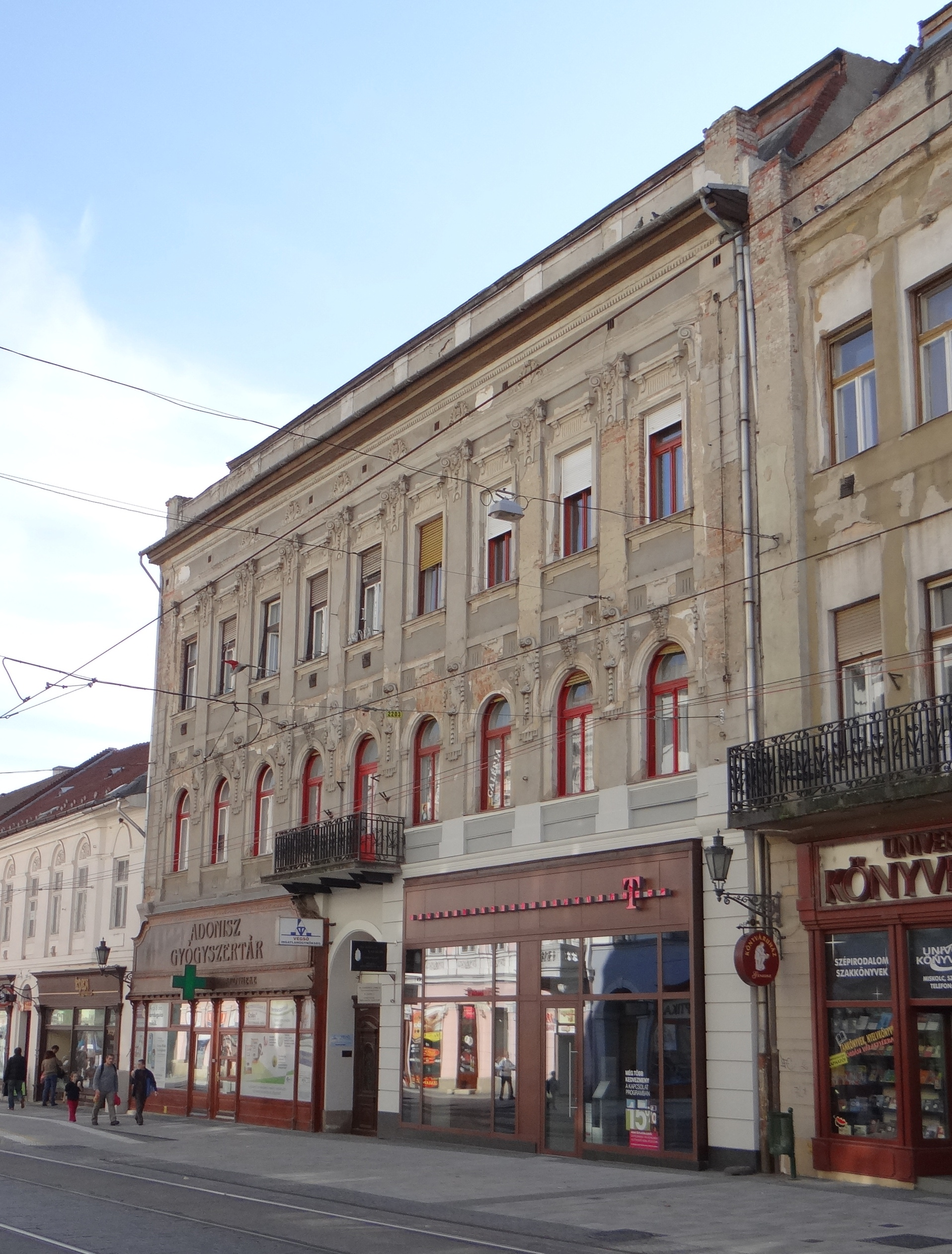
Az egykori üzletház
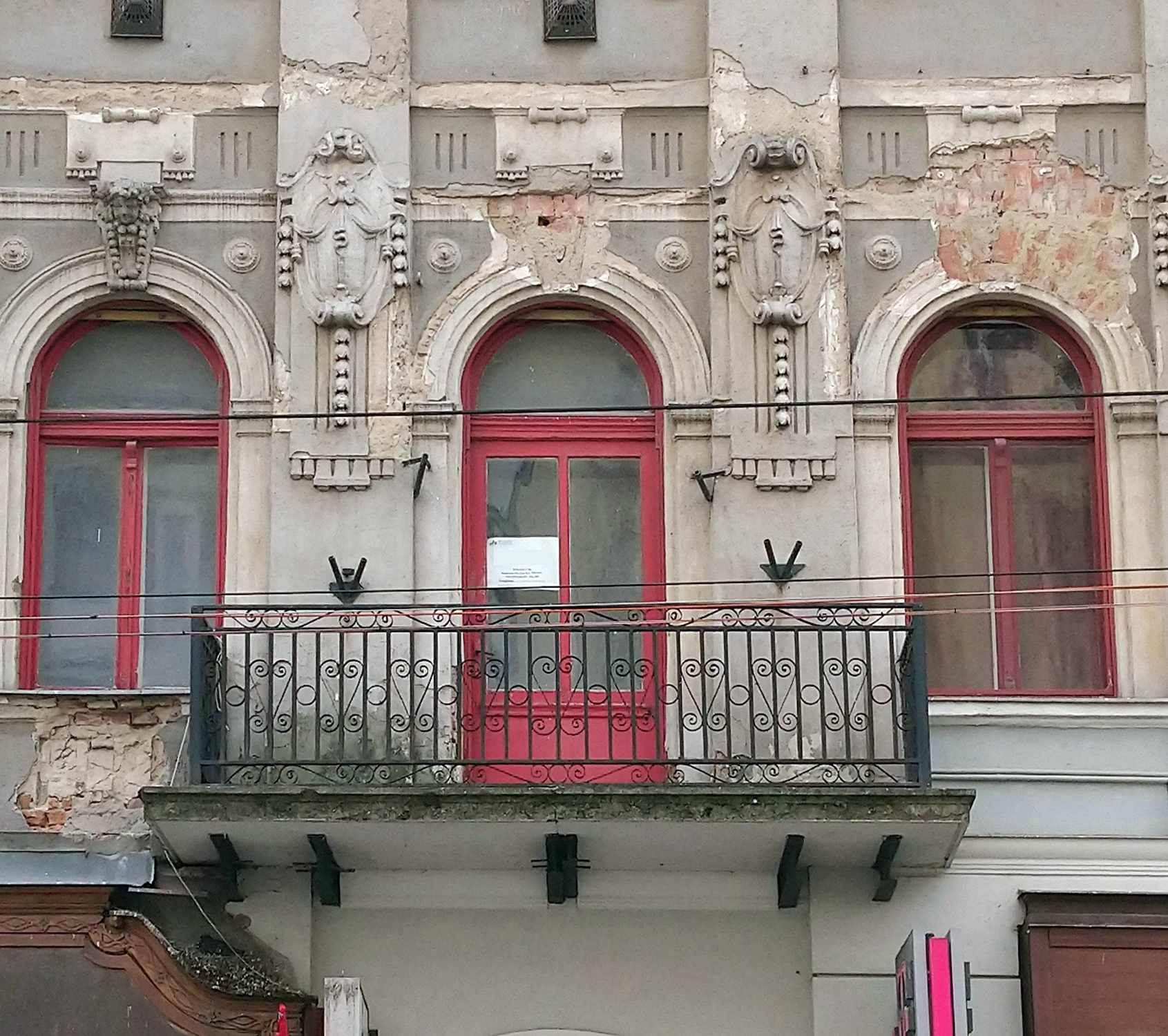
Az utcai homlokzat részlete
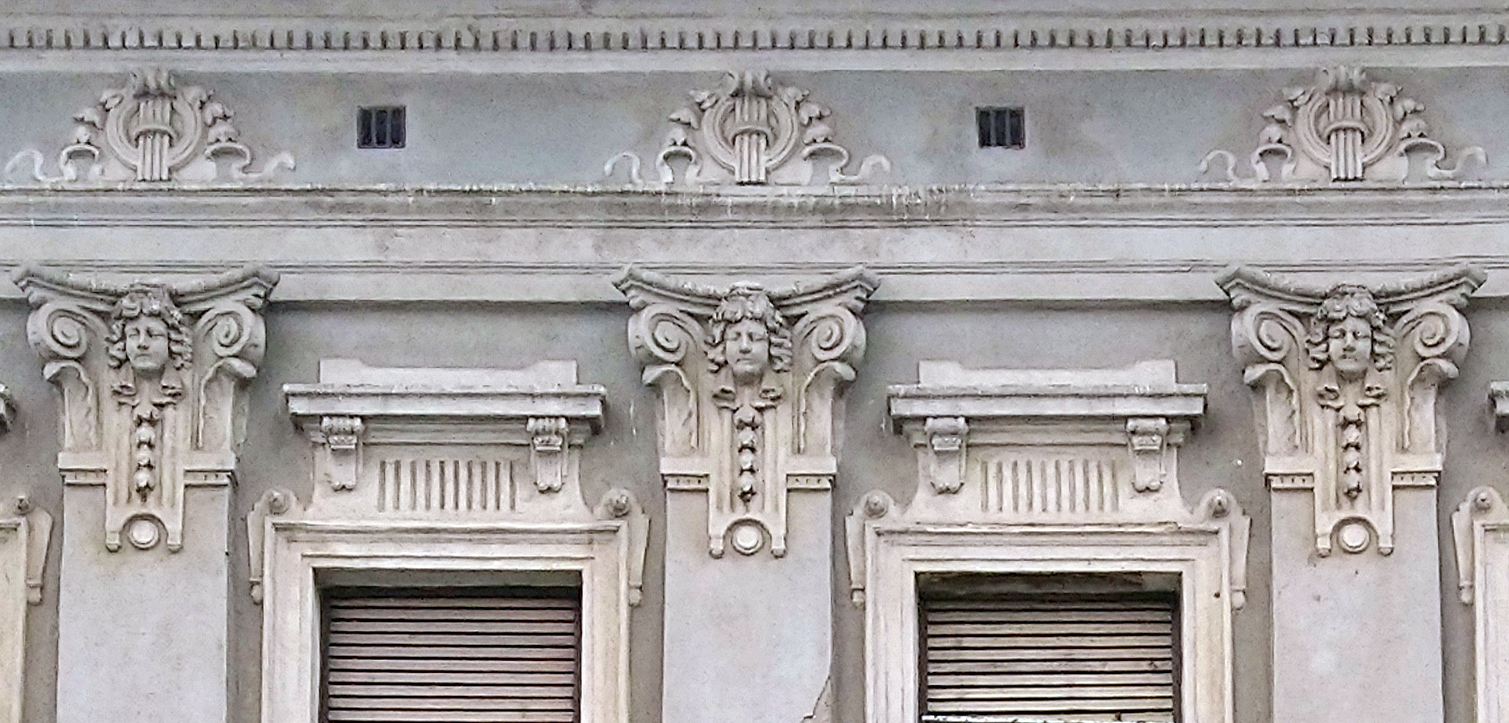
A homlokzat részlete
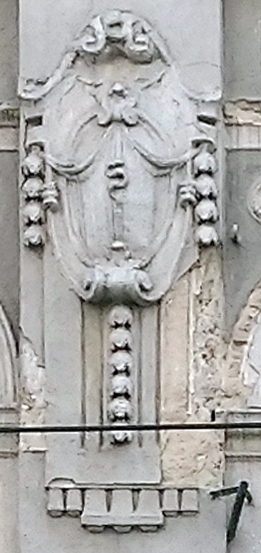
A homlokzat részlete
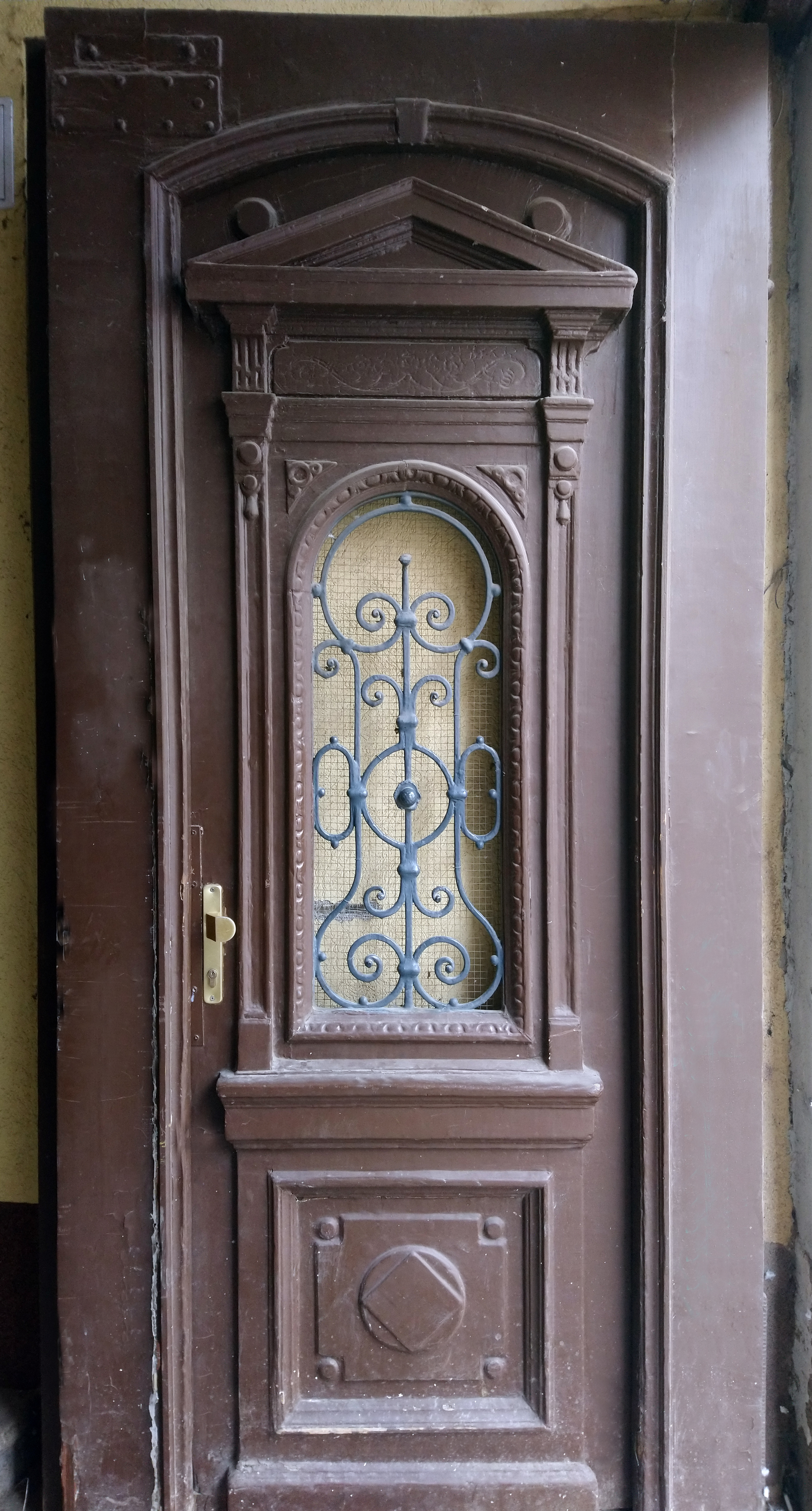
Az egyik bejárati kapuszárny
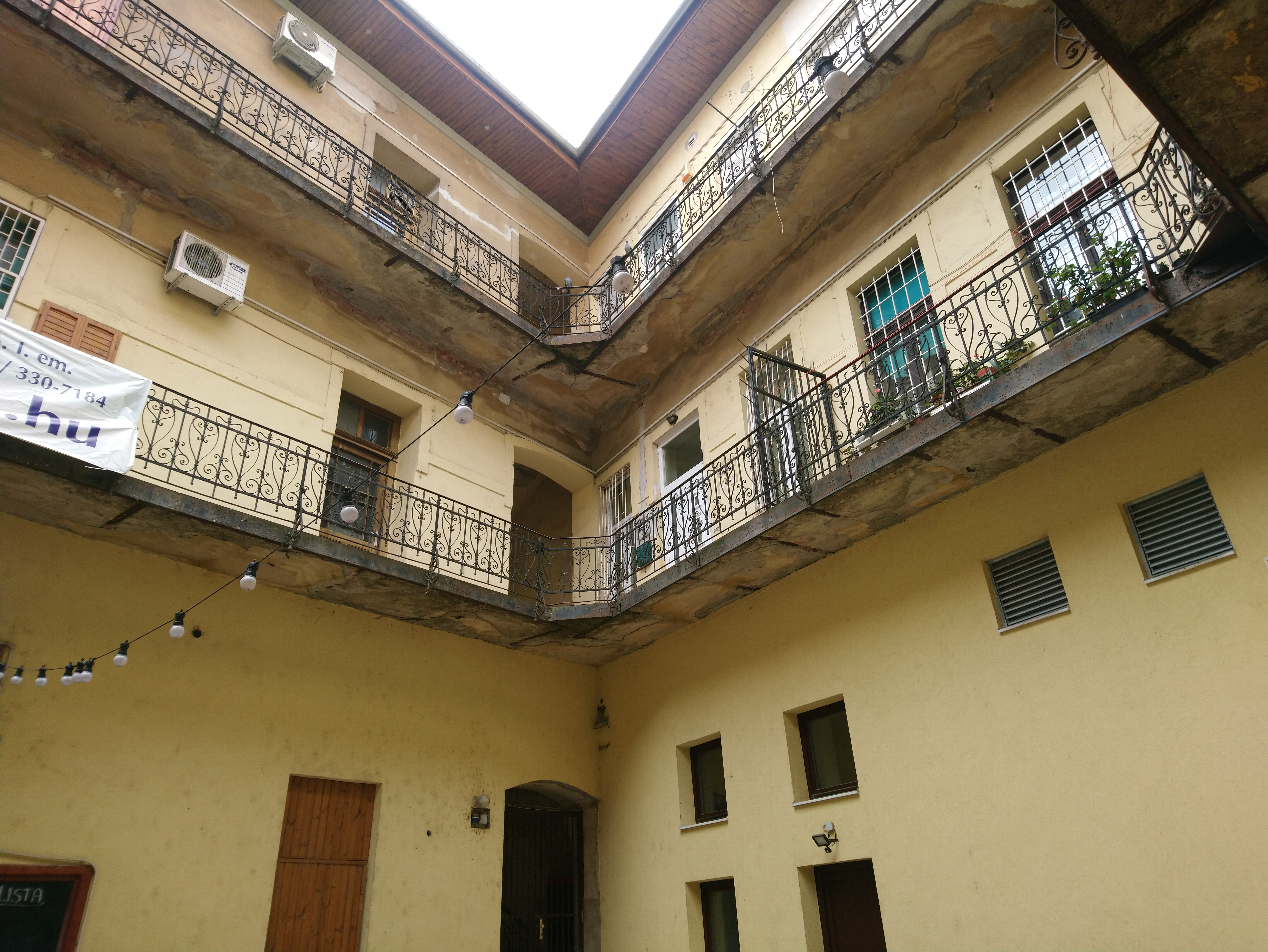
Függőfolyosók az udvari részen
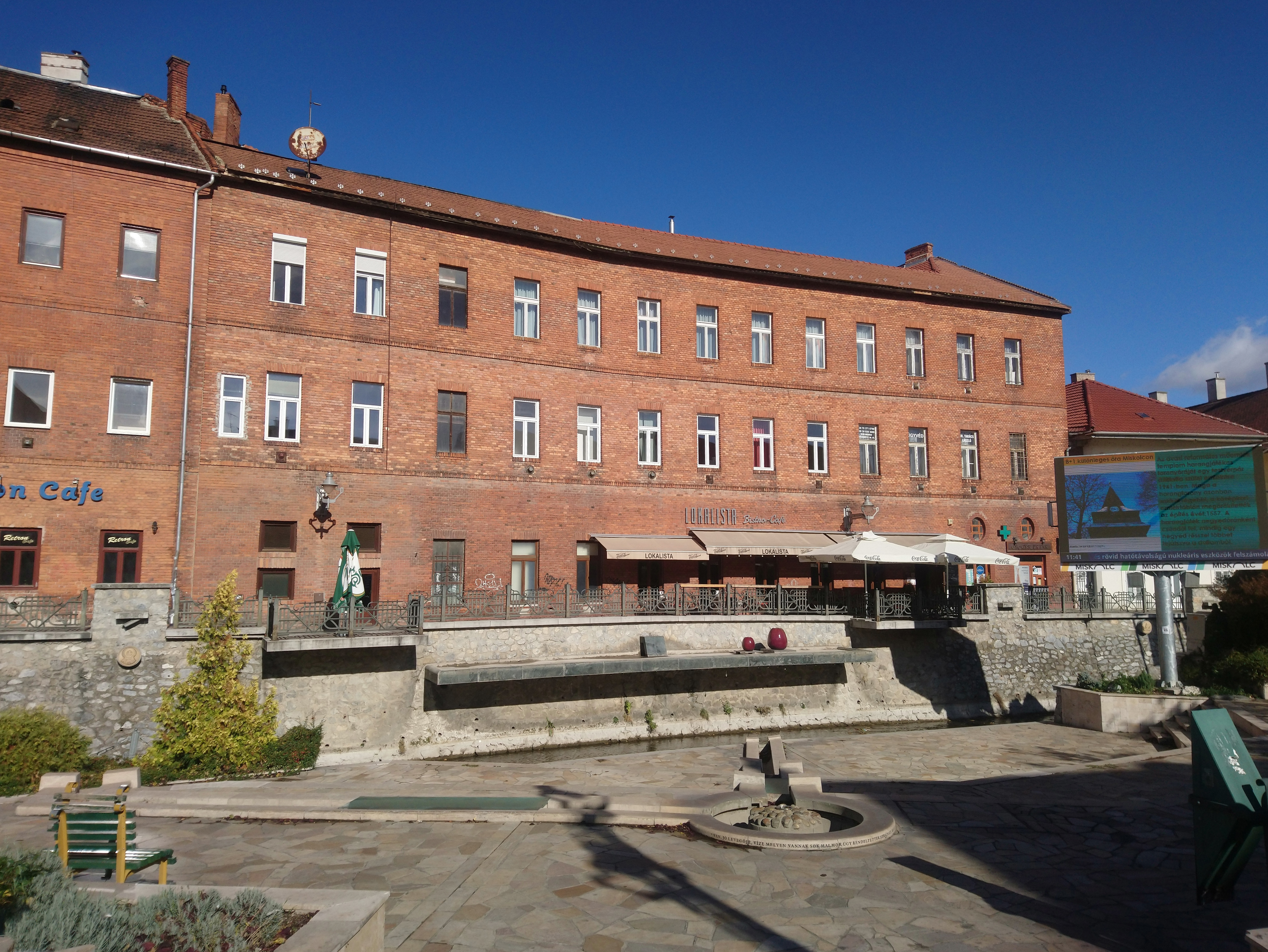
Az épület Szinva teraszra néző déli téglafala
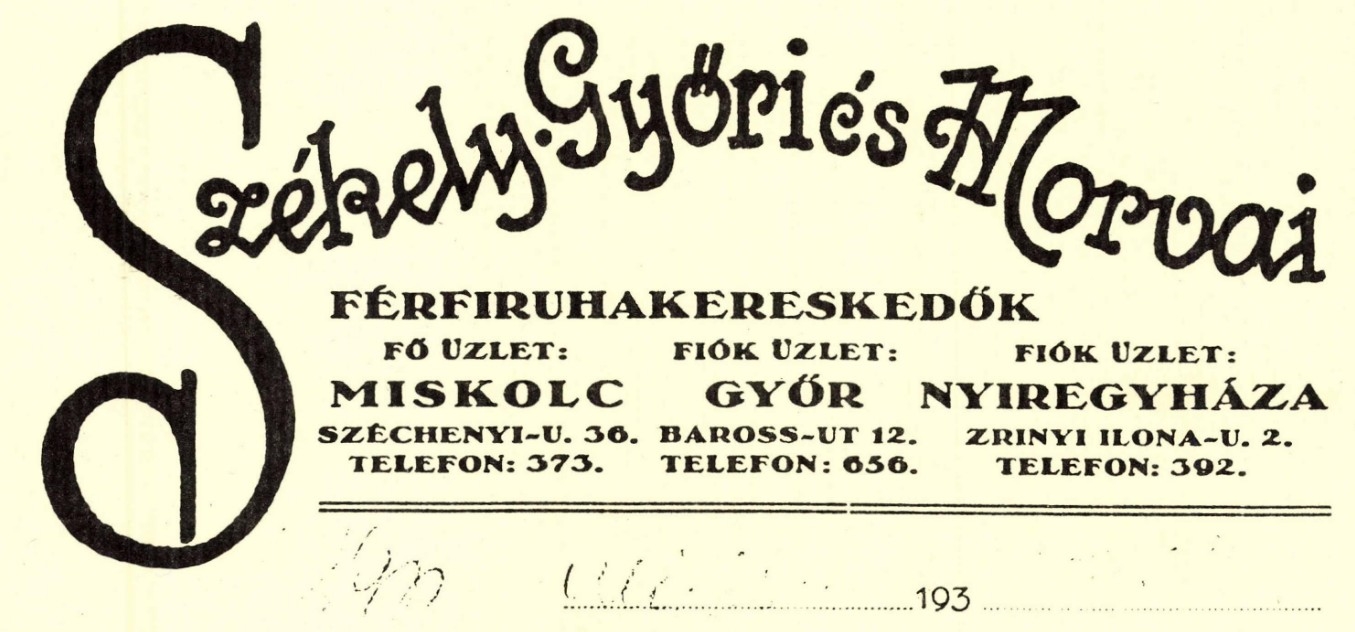
Az üzletház sajtóreklámja
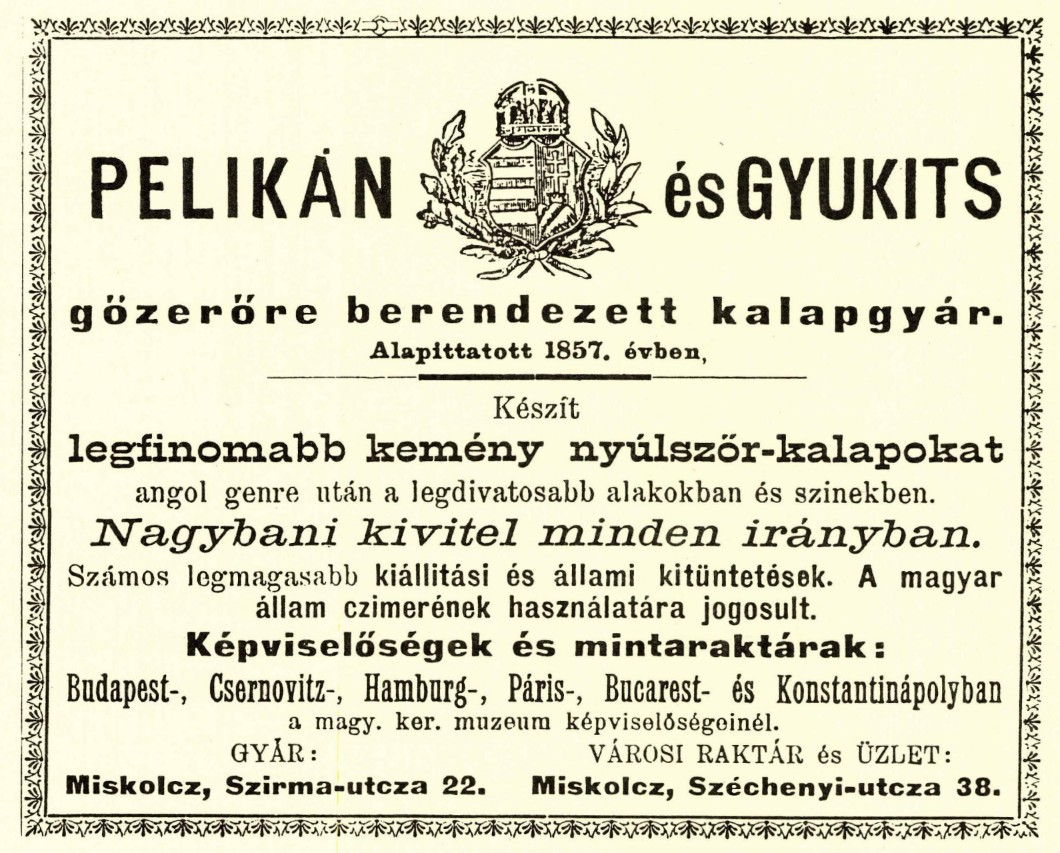
A kalapgyár és üzlet reklámja